# Su Muy Key
Su Muy Key, nom artístic de Rosa Su López (Ciutat de Mèxic, 1929 − Ciutat de Mèxic, 1951) fou una famosa actriu i artista de burlesque en el Mèxic dels anys 40 i inicis dels 50, d'origen xinès per via paterna. Coneguda com a La Muñequita China. El teatre Tívoli de la capital (avui desaparegut) és on van triomfar artistes com ella i altres (Tongolele, Sátira, Kalantán, Naná, Brenda Conde). Destacava pel seu exotisme la seva sensualitat i el seu personal striptease. També va actuar en pel·lícules. La seva germana era Margo Su, artista i propietària del Teatro Blanquita de Ciudad de México. De nacionalitat mexicana, encara que ella mateixa va manifestar a un periodista que procedia de San Francisco (Estats Units) en realitat va néixer a Ciutat de Mèxic. La seva imatge aparegué al setmanari “ Vea” (amb fotos de Niuglo i fotomuntatge del caricaturista Segura) i el “fotògraf de les estrelles” Armando Herrera la va immortalitzar amb una foto notable. També la va fotografiar Karol molt conegut en el món artístic. Va morir a la capital de Mèxic, víctima d'un fosc crim passional a mans del seu amant Roberto Serna García, editor de la revista “Oiga” que se suïcidà.

## Filmografia
- La bandida (1948) amb Rosa Carmina
- Especialista en señoras (1951)